# 约瑟芬·亚伯拉罕松
约瑟芬·亚伯拉罕松（瑞典語：Josefin Abrahamsson，1979年10月4日—），瑞典女子乒乓球运动员。她曾代表瑞典参加1996年、2008年和2012年夏季残疾人奥林匹克运动会乒乓球比赛，获得一枚银牌和一枚铜牌。